# Site historique national Frederick Douglass
Le site historique national Frederick Douglass (en anglais : Frederick Douglass National Historic Site) est un site historique national situé à Anacostia, un quartier situé à l'est de la rivière Anacostia, dans le sud-est de Washington.
Créé en 1988, le site préserve la maison de Frederick Douglass et son domaine. Douglass, l'un des Afro-Américains les plus en vue du XIXe siècle, a vécu dans cette maison qu'il a nommée Cedar Hill de 1877 à sa mort en 1895.
Perché au sommet d'une colline, le site offre également une vue imprenable sur le Capitole des États-Unis et la capitale américaine.